# Нижня Хіла
Нижня Хіла́ (рос. Нижняя Хила) — село у складі Шилкинського району Забайкальського краю, Росія. Входить до складу Новоберезовського сільського поселення.

## Населення
Населення — 161 особа (2010; 216 у 2002).
Національний склад (станом на 2002 рік):
- росіяни — 98 %